# Ptilinopus occipitalis
Ptilinopus occipitalis là một loài chim trong họ Columbidae.